# Cosquín Rock
Cosquín Rock é um festival argentino de rock realizado anualmente desde 2001 na cidade de Cosquín, localizada na província de Córdoba, com uma duração que pode variar entre dois e cinco dias. Atualmente é realizado nas dependências do Aeroclube Santa Maria de Punilla, em Córdoba. Se apresentam neste festival importante nomes do rock nacional argentino, bem como músicos e bandas de outros países (especialmente hispanofalantes) como Uruguai, Espanha e Chile. É um dos festivais mais importantes da Argentina com um público em torno de 120 000 espectadores a cada ano.
O nome do festival se justifica pelo fato do evento, desde sua primeira edição (2001) até a quarta (2004), ter sido realizado na Praça Próspero Molina, na cidade de Cosquín. Posteriormente teve lugar na Comuna San Roque. A partir do ano de 2011 o lugar do evento mudou para o aeródromo Santa María de Punilla, devido ao inconvenientes gerados pelo festival para o moradores da cidade.
Em sua última edição (2011), a décima primeira, o festival receberam cerca de 85 000 espectadores durante três dias de festa. Devido a sua proposta musical e localização o evento é considerado uma espécie de versão argentina do Festival de Glastonbury, tradicional evento musical britânico. 

## Edições do festival
Entre os músicos e bandas de maior destaque que passaram pelas edições do Cosquín Rock pode-se citar:
| Edições | Artistas                                                                                                  |
| ------- | --- |
| 2001    | Los Piojos, Divididos                                                                                     |
| 2002    | Los Piojos, Divididos, Charly Garcia                                                                      |
| 2003    | Bersuit Vergarabat, Divididos, Charly Garcia, Los Piojos, Fito Páez                                       |
| 2004    | Bersuit Vergarabat, Las Pelotas, Charly Garcia, Los Piojos, Fito Páez                                     |
| 2005    | Charly Garcia, Riff, León Gieco, Divididos, Babasónicos, Las Pelotas                                      |
| 2006    | Skay Beilinson, Babasónicos, Catupecu Machu, Attaque 77, Rata Blanca, Las Pelotas, Ratones Paranoicos     |
| 2007    | Los Cafres, Las Pelotas, Babasónicos, Callejeros, Kapanga                                                 |
| 2008    | Suicidal Tendencies, Intoxicados, Los Piojos, León Gieco, Píer                                            |
| 2009    | Deep Purple, Intoxicados, Almafuerte, Los Piojos, Manu Chao                                               |
| 2010    | Charly Garcia, Die Toten Hosen, Emir Kusturika, Viejas Locas                                              |
| 2011    | Las Pelotas, Cartel da Cevada, Charly Garcia, Babasónicos, CJ Ramone, Almafuerte, Kapanga, Skay Beilinson |